# Ugrožena vrsta
Ugrožena vrsta je vrsta čija je populacija tako malena da joj prijeti izumiranje. 
Ispočetka korišten jedino kod biologa i ekologa, ovaj je pojam dobio i svoje pravno značenje kada su mnoge države, pod pritiskom pokreta za zaštitu okoline, donijele zakone kojima se određene vrste definiraju kao ugrožene te na temelju njih donose razne mjere u svrhu sprječavanja njihovog izumiranja, najčešće u obliku zabrane lova ili gospodarskog iskorištavanja pojedinih prirodnih staništa.
Stavljanje određenih vrsta na listu ugroženih, odnosno skidanje s nje, čest je predmet kontroverzi i političkih sukoba iza kojih stoje različiti ekonomski, politički i socijalni interesi.
Vidi i status zaštite pojedine vrste.